# Rumphi
Rumphi é um distrito do Malawi localizado na Região Norte. Sua capital é a cidade de Rumphi.